# Gioielli della Corona gallese

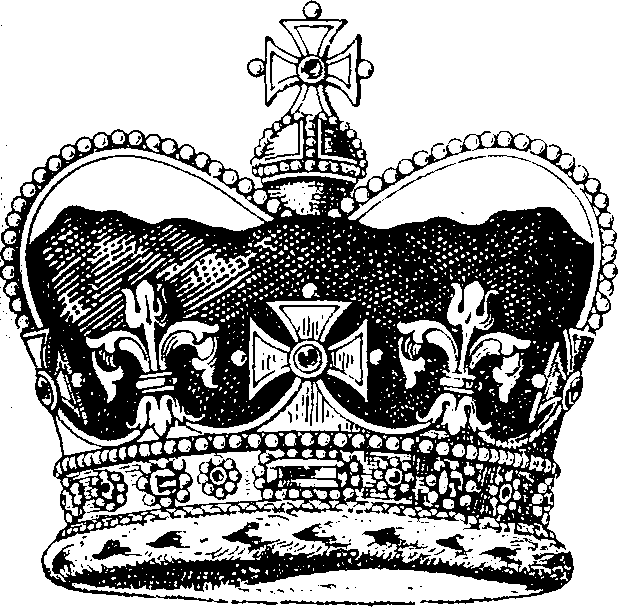
Corona del Principe del Galles

I Gioielli della Corona gallese sono i gioielli ufficiali utilizzati durante l'investitura del titolo di Principe di Galles.
La collezione comprende una corona, un anello da dito, uno scettro ed una spada, oltre ad una cintura dorata ed un mantello.
Il disegno della Corona è il medesimo della Corona imperiale di stato e della Corona di sant'Edoardo. Essa è composta di quattro croci patenti alternate a gigli, ma mentre la corona del sovrano ha quattro archetti nella parte superiore che si congiungono a sostenere il globo coronato in cima alla corona, la corona del principe di Galles ne ha solamente due. Tali archi sono sormontati da una sfera dorata con una croce. La corona è realizzata in oro, rivestita di velluto nella parte del capo e cerchiata di pelo di ermellino. Oltre alla corona storica, una nuova corona venne realizzata per l'investitura di Carlo, principe di Galles nel 1969, in quanto dal 1911 la corona storica si trovava in possesso del Duca di Windsor suo zio che l'aveva ricevuta come privilegio dopo la rinuncia al trono. Alla sua morte questa, come altre corone, torneranno a far parte dei gioielli della corona gallese, compresi in quella inglese.
Le restanti regalìe che ancora oggi si possono ammirare risalgono al 1911, cioè all'anno di investitura di Edoardo (poi Edoardo VIII) al titolo di Principe di Galles.
L'originale corona con la quale venivano incoronati effettivamente i principi di Galles e da cui poi hanno preso origine tutte le altre corone nei secoli successivi, venne creata dai regnanti del Regno di Gwynedd, uno dei principati primitivi del Galles. La Corona di Llywelyn entrò a far parte dei gioielli della corona inglese dal 1284, ma subì la medesima sorte di molte altre corone antiche spesso distrutte per ricavare i materiali per nuovi gioielli.